# Sovjetiska stridsvagnar under andra världskriget

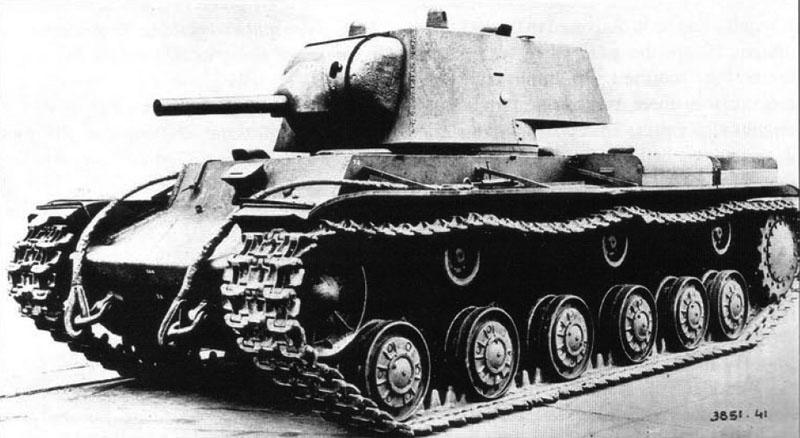
KV-1 mod. 1939

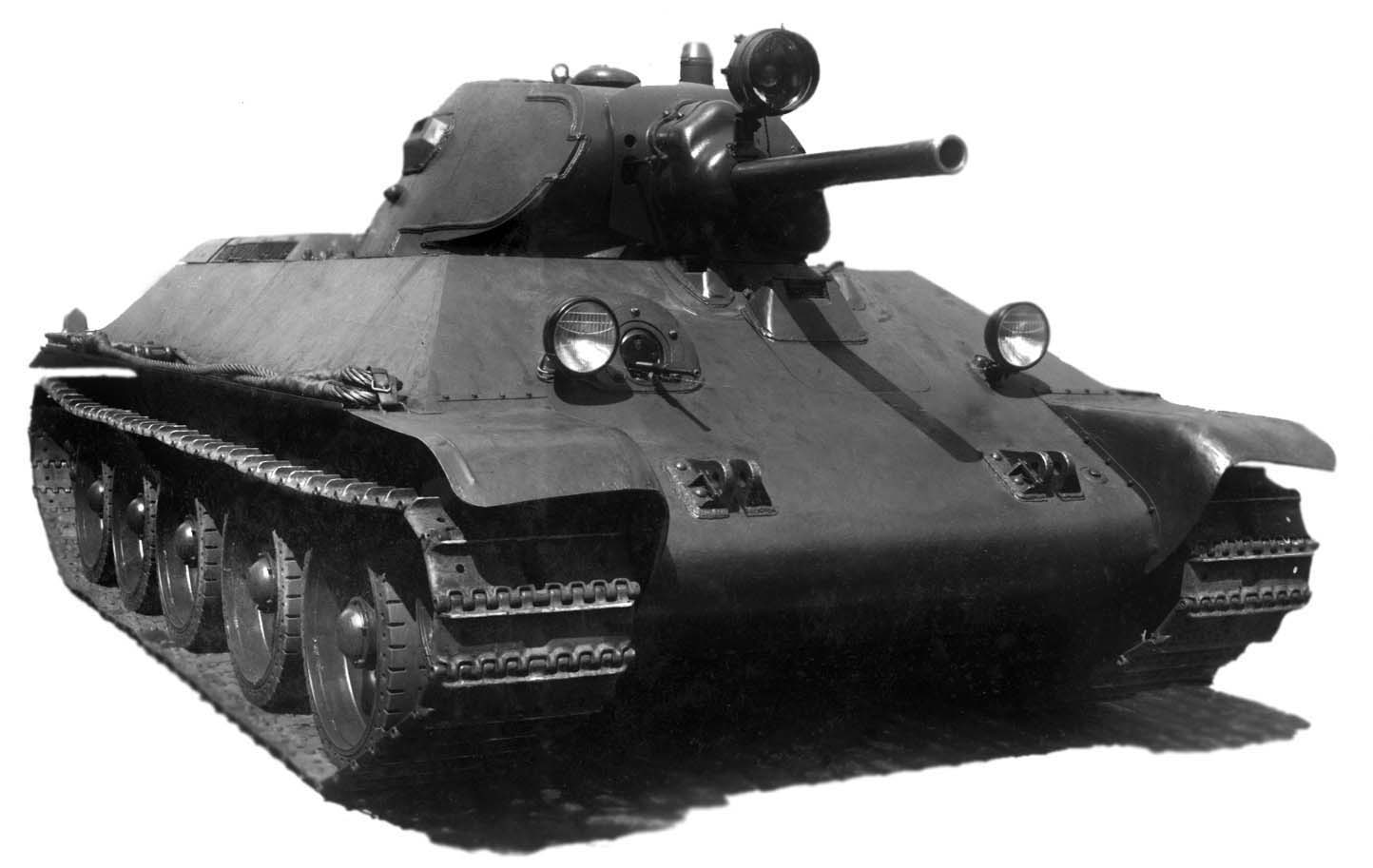
T-34 mod. 1940

När Sovjetunionen drogs in i andra världskriget 1941 hade Röda arméns pansargren en arsenal om närmare 30 000 pansarfordon – mer än alla andra nationer tillsammans. Däremot var endast omkring 7 000 av de totalt 24 000 stridsvagnarna fullt stridsdugliga när Tyskland invaderade Sovjetunionen i juni 1941, mycket på grund av att man på sovjetisk sida inte satsade särskilt stora resurser på reservdelar och underhåll. Andra faktorer som bidrog till de stora problemen i början av kriget var att många sovjetiska stridsvagnar, även nybyggda, saknade modern kommunikationsutrustning; att besättningarna var dåligt utbildade (huvuddelen av de inkallade saknade till exempel körkort i det civila), samt att en stor andel av vagnparken var föråldrad. I december 1941 hade Sovjetunionen endast omkring 4 500 stridsvagnar kvar i funktionsdugligt skick (varav 2 100 var stationerade i Fjärran östern längs den japanska gränsen).
	Den viktigaste orsaken till motgångarna i krigets inledningsskede var emellertid att man på sovjetisk sida inte lyckades utnyttja det nya pansarvapnets möjligheter på samma sätt som man gjorde i Nazityskland. Den sovjetiska stridsvagnsdoktrinen byggde ursprungligen på den franska, som föreskrev att stridsvagnar skulle användas som understöd åt infanteriet och inte i självständiga förband. På sovjetisk sida hade folkkommissarie Vorosjilov i mitten av 1930-talet avvecklat de mekaniserade kårer man inom armén experimenterade med, utan vidare motivering än att han "inte trodde på idén". Efter andra världskrigets första år började pansarkårerna återskapas när det av de tyska framgångarna och de katastrofala erfarenheterna från finska vinterkriget stod klart att självständigt opererande pansarförband var det absolut mest effektiva sättet att använda stridsvagnar.
Den i särklass viktigaste sovjetiska stridsvagnsmodellen under andra världskriget var den medeltunga T-34, som under krigsåren kom att produceras i totalt 85 000 exemplar (inklusive självgående artilleri). T-34:an användes för de flesta roller på slagfältet, och förebådade därigenom det moderna MBT-konceptet (eng. Main Battle Tank). Den heterogena fordonspark man haft i krigets inledningsskede fick med åren en allt större andel T-34:or. Vid krigsutbrottet var T-34:an i princip överlägsen i fråga om mobilitet och skydd, och modellen vidareutvecklades under hela kriget.
En annan känd modell var den tunga stridsvagnen KV-1, som vid krigsutbrottet hade så tjockt pansar att vagnen var i princip omöjlig att slå ut med dåtidens pansarvärnsvapen. Till skillnad från de västallierade hade man på sovjetisk sida inte övergivit idén om tunga stridsvagnar som "murbräckor" vid stormningar av befästa ställningar. Röda armén använde tunga stridsvagnar i denna roll under hela kriget, till skillnad från den tyska armén, som huvudsakligen använde sina tunga stridsvagnar mot fientligt pansar. De västallierade använde sig över huvud taget inte av tunga stridsvagnar förrän i krigets slutskede (se M26 Pershing). KV-vagnarna ersattes under kriget av JS-serien, vars typiska tillplattade runda torn kom att känneteckna sovjetiska stridsvagnar under efterkrigstiden. 
Jämfört med de tyska stridsvagnarna var de sovjetiska (och även de västallierade) relativt okomplicerade tekniskt sett, mycket beroende på att de sovjetiska produktionsanläggningarna och de tekniska kunskaperna inte kunde mäta sig med tyska. Däremot gav de enklare konstruktionerna lägre tillverkningskostnader och snabbare produktionscykler. De enkla grundkonstruktionerna medgav också att man lättare kunde införa förbättringar och tillägg till gamla modeller, snarare än att behöva utveckla en helt ny stridsvagn. Många sovjetiska stridsvagnsmodeller, särskilt T-34, vidareutvecklades kraftigt under hela kriget. Skillnaderna mellan de sista versionerna av T-34 och de första från 1940 är så stora att det finns fler komponenter som skiljer sig åt än som är gemensamma.

## Produktion
Under kriget byggde man på sovjetisk sida sammanlagt omkring 102 000 stridsvagnar, av vilka 71 000 var av typen T-34, KV eller JS.
| Modell                  | 1940  | 1941  | 1942   | 1943   | 1944   | 1945   | Summa  |
| ----------------------- | ----- | ----- | ------ | ------ | ------ | ------ | ------ |
| Lätta stridsvagnar      |       |       |        |        |        |        |        |
| T-26                    | 1 549 |       |        |        |        |        | 1 549  |
| BT-7                    | 706   |       |        |        |        |        | 706    |
| T-40                    | 41    | 638   |        |        |        |        | 679    |
| T-50                    |       | 48    | 15     |        |        |        | 63     |
| T-60                    |       | 1 385 | 4 660  |        |        |        | 6 045  |
| T-70                    |       |       |        | 4 913  | 3 483  |        | 8 396  |
| Medeltunga stridsvagnar |       |       |        |        |        |        |        |
| T-34/76                 | 117   | 3 020 | 12 572 | 15 820 | 4 100  |        | 35 629 |
| T-34/85                 |       |       |        |        | 10 615 | 21 108 | 31 723 |
| Tunga stridsvagnar      |       |       |        |        |        |        |        |
| T-28                    | 13    |       |        |        |        |        | 13     |
| KV-1                    | 141   | 1 258 | 1 860  |        |        |        | 3 259  |
| KV-1S                   |       |       | 585    | 621    |        |        | 1 206  |
| KV-85                   |       |       |        | 148    |        |        | 148    |
| KV-2                    | 102   | 100   |        |        |        |        | 202    |
| KV-8                    |       |       | 102    | 35     |        |        | 137    |
| JS-1                    |       |       |        | 67     | 40     |        | 107    |
| JS-2                    |       |       |        | 35     | 2 210  | 1 150  | 3 395  |
| Summa                   | 2 669 | 6 449 | 19 794 | 21 639 | 20 448 | 22 258 | 93 257 |

## Fabriker

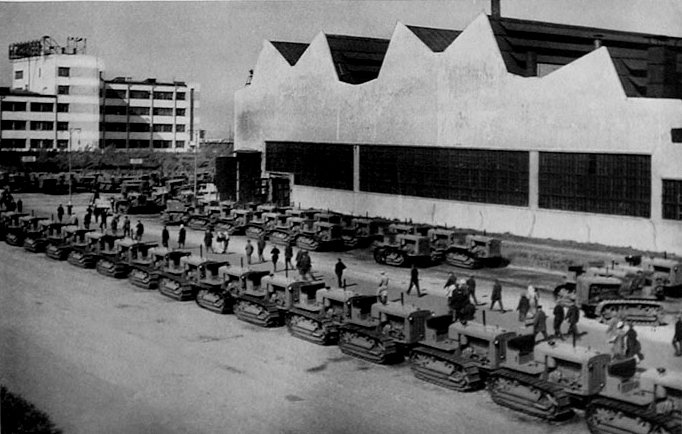
Traktorfabriken i Tjeljabinsk, 1930-tal

Stridsvagnstillverkning under 1930-talet och början av andra världskriget hade mycket gemensamt med tillverkning av civila fordon, till exempel personbilar, traktorer och lokomotiv. I alla industrialiserade länder användes lokomotiv- och biltillverkare för att producera stridsvagnar, till exempel Chrysler och American Locomotive i USA, Renault och Citroën i Frankrike, Fiat i Italien och Landsverk AB i Sverige (som annars sysslat mest med att tillverka järnvägsvagnar och bandtraktorer).
I det planekonomiskt styrda Sovjetunionen hade man under 1930-talet tvingat fram en omställning från bondesamhälle till industrisamhälle. Ett avgörande led i denna omställning var den tunga industrin, som var helt avgörande för att resten av det nya industrisamhället skulle kunna fungera. Den tunga industrin, till exempel stålverk och lokomotivfabriker, var förutsättningen för all annan industri.
I början av 1930-talet började man därför bygga enorma fabrikskomplex, bland annat i Stalingrad, Leningrad och Tjeljabinsk. Fabrikerna byggdes till stor del med hjälp från utlandet, särskilt Tyskland och USA. Redan från början producerade man krigsmateriel vid dessa fabriker, bland annat lättare stridsvagnar och pansarbilar. Enligt vissa källor hade man redan på planeringsstadiet förberett för en övergång till enbart militär produktion, och ett tecken på detta är att de sovjetiska traktorfabrikerna huvudsakligen tillverkade traktorer med larvband, i stället för de traktorer med gummihjul som var mer vanligt förekommande i Väst.
Flera av de sovjetiska stridsvagnsfabrikerna nedmonterades och evakuerades österut efter den tyska invasionen 1941, bland annat till Tjeljabinsk vid Uralbergen som fick namnet Tankograd på grund av den enorma produktionen av stridsvagnar och stridsvagnsdelar.
Några av de viktigaste produktionsanläggninarna för sovjetiska stridsvagnar under kriget var:
- Charkivs lokomotivfabrik (ChPZ) i Ukraina. Fabriken döptes 1936 om till Fabrik nr. 183 (Zavod 183) och evakuerades till Ural 1941. Den finns kvar ännu idag (2007) och har både civil och militär tillverkning.
- Bolsjevikfabriken Nr. 232 i Leningrad. Fabriken döptes 1935 om till Fabrik nr. 185 (S.M. Kirov) efter mordet året innan på stadens bolsjevikledare Sergej Mironovitj Kirov.
- Stalingrads traktorfabrik (STZ). Tillverkade bland annat T-34, men evakuerades inte innan staden förstördes.
- Tjeljabinsk traktorfabrik (TjTZ) i staden med samma namn vid Uralbergen. Bytte namn under kriget till Kirov Narkomtankprom. TjTZ bildade tillsammans med sju andra helt eller delvis evakuerade fabriker ett enormt industrikomplex som fick namnet Tankograd. Finns kvar ännu idag (2007).